# Schleichen
Die Schleichen (Anguidae) sind eine Familie in der Klasse der Reptilien (Reptilia), die über 70 Arten in 10 Gattungen umfasst. Sie kommen in Europa, Asien, Afrika, Nord-, Zentral- und Südamerika sowie auf den Antillen vor.

## Merkmale
Die Schleichen sind eine vielgestaltige Echsenfamilie. Es gibt sowohl schlangenartige, beinlose Arten, wie die europäische Blindschleiche, als auch langgestreckte Formen, deren Beine zu kleinen Stummeln verkümmert sind, und normal vierbeinige und fünfzehige Arten. Bei allen Schleichen werden die Schuppen durch Knochenplättchen verstärkt.
Viele Arten besitzen eine dehnbare Hautfalte an beiden Seiten des Körpers, die die Nahrungsaufnahme oder das Atmen erleichtert. Auch bei der Entwicklung der Eier ist sie von Nutzen. Wie bei den Echten Eidechsen bricht der Schwanz leicht ab. Nach einer gewissen Zeit wächst er wieder nach, jedoch nicht mehr in der ursprünglichen Größe. Schleichen haben, anders als Schlangen, bewegliche Augenlider und äußere Gehöröffnungen.
Schleichen haben starke, in den meisten Fällen mit stumpfen Mahlzähnen besetzte Kiefer. Die meisten Schleichen ernähren sich von hartschaligen Insekten und Weichtieren, andere auch von Eidechsen und kleinen Säugern. Nur wenige Arten bringen lebende Junge zur Welt. Die meisten legen Eier.

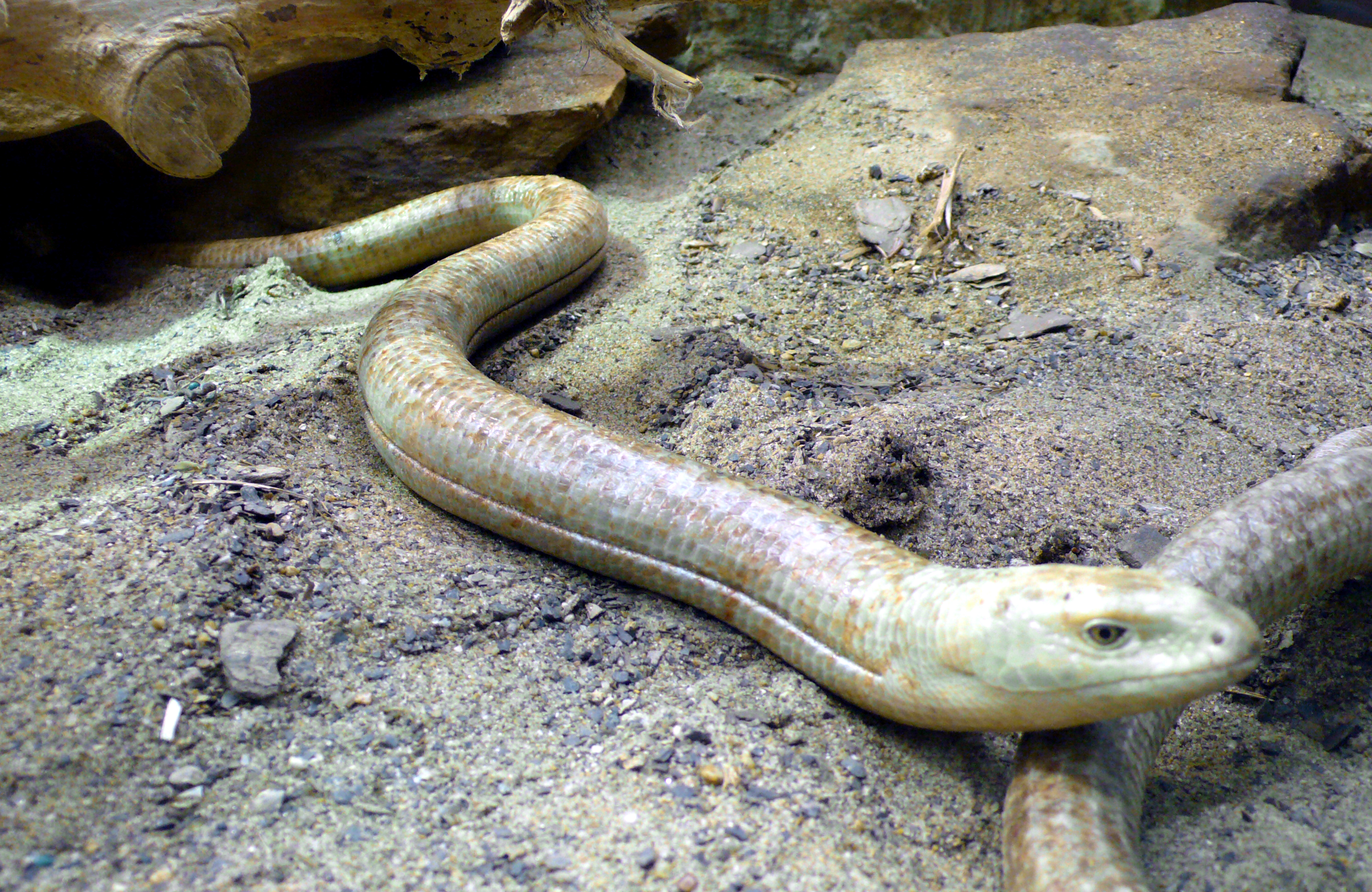
Scheltopusik
(Pseudopus apodus)

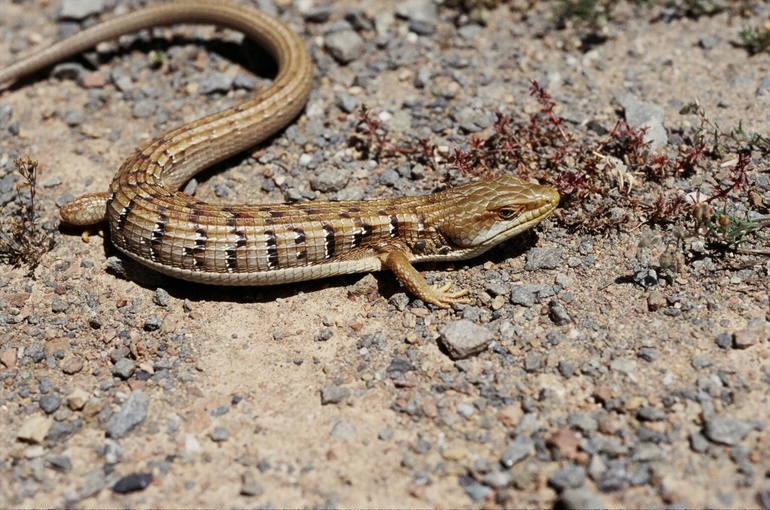
Südliche Krokodilschleiche (Elgaria multicarinata)

## Systematik
Die Schleichenartigen werden in zwei Unterfamilien, 10 Gattungen und über 70 Arten unterteilt. Die frühere Unterfamilie der Doppelzungenschleichen wird heute als eigenständige Familie Diploglossidae geführt.
- Unterfamilie Anguinae Gray, 1825
  - Gattung Anguis Linnaeus, 1758[1]
    - Peloponnes-Blindschleiche (Anguis cephallonica Werner, 1894)
    - Östliche Blindschleiche (Anguis colchica (Nordmann, 1840))
    - Griechische Blindschleiche (Anguis graeca Bedriaga, 1881)
    - Blindschleiche (Anguis fragilis Linnaeus, 1758)
    - Italienische Blindschleiche (Anguis veronensis Pollini, 1818)

  - Gattung Asiatische Glasschleichen (Dopasia Gray, 1853)
  - Gattung Glasschleichen (Ophisaurus Daudin, 1803)
  - Gattung Pseudopus Merrem, 1820
    - Scheltopusik (Pseudopus apodus (Pallas, 1775))
- Unterfamilie Krokodil- und Alligatorschleichen (Gerrhonotinae) McDowell & Bogert, 1954
  - Gattung Baumschleichen (Abronia Gray, 1838)
  - Gattung Barisia Gray, 1838
  - Gattung Coloptychon Tihen, 1949
  - Gattung Elgaria Gray, 1838
    - Südliche Krokodilschleiche (Elgaria multicarinata (Blainville, 1835))

  - Gattung Gerrhonotus Wiegmann, 1828
  - Gattung Mesaspis Cope, 1877

Fossil lassen sich die Schleichen erstmals in der oberen Kreide nachweisen. Im Geiseltal bei Merseburg fand man Überreste der stark gepanzerten Gattungen Glyptosaurus und Placosaurus.